# 凤凰街道 (滁州市)
凤凰街道，是中华人民共和国安徽省滁州市琅琊区下辖的一个乡镇级行政单位，由滁州经济技术开发区代管。

## 行政区划
凤凰街道下辖以下地区：兰天社区、十三里店社区、陈桥社区、花都路社区和滁州市经济技术开发区城南工业园。